# Thorichthys helleri
Thorichthys helleri är en fiskart som först beskrevs av Steindachner, 1864.  Thorichthys helleri ingår i släktet Thorichthys och familjen Cichlidae. Inga underarter finns listade i Catalogue of Life.